# 番茄潜叶蛾
番茄潜叶蛾 (学名：Tuta absoluta) 是鳞翅目麦蛾科的一种昆虫，又称南美番茄潜叶蛾、番茄潜麦蛾、番茄麦蛾。原产自南美洲，在105个国家和地区有广泛分布。
番茄潜叶蛾雌成虫一般将卵产于植物叶片背面，幼虫孵化后潜入植物组织中蛀食叶肉，形成蛀道。在3～4龄时，取食量增大，容易导致叶片形成较大的蛀室。除潜叶取食外，幼虫还可通过蛀食果实直接危害植物，或者通过诱发果实腐烂、叶片干枯、植株早衰等间接危害。老熟幼虫会通过吐丝下垂到土壤或在萎缩叶片中进行化蛹，不易被发现。

## 防治措施
番茄潜叶蛾的防治主要依赖化学手段，然而，由于其具有潜蛀危害和强大的繁殖能力等特性，单纯使用化学药剂防治难以达到理想效果。此外，大量使用杀虫剂也导致番茄潜叶蛾产生抗药性。
生物防治也是一种重要的防治手段，其中包括捕食性天敌昆虫，如烟盲蝽（Nesidiocoris tenuis）、矮小长脊盲蝽（Macrolophus pygmaeus）、黑刺益蝽（Podisus nigrispinus）、拟原姬蝽（Nabis pseudoferus）以及寄生性天敌，如弯尾姬蜂（Diadegma semiclausum）和伲姬小蜂（Necremnus tutae）等。此外，利用昆虫病原菌如苏云金芽胞杆菌（Bacillus thuringiensis）、球孢白僵菌（Beauveria bassiana）、金龟子绿僵菌（Metarhizium anisopliae）等侵染番茄潜叶蛾的卵或幼虫，以及利用雄性不育技术和性诱剂控制成虫的方法也有一定效果。